# Prirovo
Prirovo (na viškom dijalektu Prilovo) je niski poluotok u viškoj luci. Na njemu se nalazi franjevački samostan, podignut u 16. stoljeću na ostatcima rimskog teatra, zbog čega ima polukružni oblik. Dijelovi teatra su i danas vidljivi u sklopu samostanskog podruma. Rimski teatar sagrađen je u 1. stoljeću poslije Krista najvjerojatnije na temeljima helenističkog kazališta iz doba isejske samostalnosti. Duž obale poluotočića u moru se nalaze ostatci potonule starovjekovne luke. Obližnja crkva Svetog Jeronima, posvećena zaštitniku Dalmacije, sagrađena je početkom 18. stoljeća u baroknom stilu od kamenja s ruševina antičke Isse, što se može uočiti na njenom pročelju.
Nakon zabrane pokapanja u župnim crkvama, oko 1830. godine je uz crkvu i samostan napravljeno novo viško groblje. Na njemu je 1906. godine na četrdesetu obljetnicu Viške bitke postavljen spomenik palim mornarima (nazvan "Viški lav"), kojeg je svečano otvorio nadvojvoda Franjo Ferdinand. Spomenik su 1919. godine rastavile i odnijele u Italiju talijanske okupacijske snage. Sliku "Viški boj", koja je prikazivala tu bitku, a nalazila se u crkvi Svetog Jeronima, Višani su tada uspjeli sakriti. Nažalost, u Drugom svjetskom ratu, tijekom druge okupacije otoka, uništili su je fašistički vojnici. Prije nekoliko godina na groblju je postavljena kopija originalnog spomenika koji do danas nije vraćen.
Crkva i samostan svetog Jere sagrađeni su na Prirovu početkom 16. stoljeća. Pročelje crkve sagrađeno je od mramora uzetog s obližnjih ostataka antičke Isse, prvenstveno rimskog kazališta nad kojim je podignut franjevački samostan. Vrata crkve su jednostavno profilirana i urešena plitko isklesanim ružama, a nad njima je luneta. Malo iznad sredine crkvenog pročelja nalazi se gotičko-renesansni prozor u obliku koluta, okružen ovulima. Na bočnim sjevernim vratima nalazi se nedovršeni reljef stigmatizacije.